# Moombahton
Il moombahton è uno stile di musica house nato negli Stati Uniti durante i primi anni del nuovo millennio. Citato come un ibrido di house olandese e reggaeton, il moombahton è caratterizzato da influenze latin house, suoni simili a strumenti percussivi e voci (generalmente riprese da dischi hip hop e latin dance).
Inventato da Dave Nada, lo stile ebbe fra i suoi esponenti Dillon Francis, DJ Melo, DJ Sabo, Antonio Fresco, Heartbreak e Munchi.

## Storia
Lo stile nacque durante l'autunno del 2009 a Washington dal producer e dj house Dave Nada, che organizzò uno "skipping party" nello scantinato di casa sua. Non potendo suonare musica house e techno, in quanto i partecipanti stavano ballando al ritmo di musica reggaeton e bachata, Nada dovette pensare a un'idea alternativa. Riferendosi a quell'occasione, dichiarò:
Più tardi, dopo aver approfondito il nuovo stile modificando tracce preesistenti di musica dance in cui vennero tagliati ritmi e aggiunti pattern di sintetizzatore, Nada pubblicò l'EP Moombahton, che fu di fatto la prima uscita dell'omonimo stile. Più tardi, il moombahton godette di una discreta notorietà internazionale e ispirò nuovi musicisti.